# Листоед зверобойный
Листоед зверобойный (лат. Chrysolina hyperici) — вид жуков подсемейства хризомелин (Chrysomelinae) из семейства листоедов (Chrysomelidae). Жуки встречаются как в засушливых, так и в сырых местностях, не любят тенистые, каменистые и открытые биотопы. Зимовать могут яйца, личинки и имаго. Кормятся на различных видах зверобоя (зверобой продырявленный, Hypericum gramineum, Hypericum perfoliatum).

## Распространение
Номинативный подвид распространён в Европе, Северной Африке, западном Кавказе, Малой Азии, Центральной Азии (Узбекистан) и Казахстане; был интродуцирован в Северную Америку и Австралию. Подвид C. h. daghestanica встречается в восточном Кавказе и Иране.

## Описание
Длина тела жуков 5—7 мм. Низ тела зелёный с металлическим отблеском или чёрно-синий. Верх тела бронзово-зелёный с фиолетово-чёрными точками на надкрыльях, реже верх чёрно-синий или чёрный. .
Личинки толстые и с С-образной формой тела. Тело серо-розовое. Личинки данного вида очень напоминают личинок Chrysolina quadrigemina.

## Экология
Кормовым растением для личинок и жуков являются представители зверобоя, в частности зверобой продырявленный. Взрослые жуки питаются почками зверобоя, а личинки поедают его корни.

## Размножение и развитие
Самка откладывает сотни красноватых удлинённых яиц на листья зверобоя продырявленного, поодиночке, либо кучками. Личинки выходят из яиц спустя 6—7 дней.
После появления на свет, молодые личинки питаются лиственными почками, а когда съедают все листья, перебираются на другое растение. Прежде чем превратиться в имаго личинка четвёртой (последней) стадии спускается на землю и зарывается в неё, где начинает окукливаться. В стадии куколки (поздней весной) особь проводит 12 дней.
После появления имаго из куколок они начинают питаться. Питаются на протяжении нескольких последующих недель. После этого возвращаются обратно под землю, где они отдыхают оставшееся летнее время. Осенью, когда начинается сезон дождей, жуки появляются из земли и начинают поиски партнёра для спаривания. Спаривание происходит в сухое время, когда нет дождей. Кладка яиц (на листья зверобоя) также происходит в сухое время.

## Экономическая значимость и интродукция
Листоед зверобойный был интродуцирован в Северную Америку и Австралию в 1930 году по программе биологического контроля, чтобы контролировать рост и распространение сорного растения — зверобоя, и снизить скорость распространения нативного для Северной Америки заболевания растений, вызываемого фитопатогенным грибком Colletotrichum gloeosporioides. Вскоре после удачной интродукции в Австралию данного вида, он был интродуцирован и в Новую Зеландию (в 1943 году), всё по той же программе контроля численности сорняка. Личинки, поедая корни, останавливают рост зверобоя, что приводит к гибели растения; жуки, поедая почки растения, также наносят серьёзный вред растению.